# Tempelreiniging

Christus verjaagt de geldwisselaars uit de tempel (Washingtonse versie van El Greco, circa 1570).

De tempelreiniging is een verhaal in het Nieuwe Testament van de Bijbel. Het volgt op het verhaal over de intocht van Jezus in Jeruzalem en wordt gezien als het voorspel op Jezus' passie.
In dit verhaal ging Jezus kort voor Pesach naar de Joodse tempel in Jeruzalem. Daar aangekomen verdreef hij handelaars en geldwisselaars die volgens hem de tempel tot een "rovershol" maakten, terwijl de tempel een "huis van gebed" zou moeten zijn. De hogepriesters, schriftgeleerden en andere leiders van het volk hoorden wat gebeurd was en wilden hem uit de weg ruimen, maar heimelijk, want het volk luisterde graag naar Jezus.
Zoals geldt voor alle verhalen over Jezus wordt er een verschil gemaakt tussen de religieuze betekenis in het christendom en de betekenis in historische zin. De eerste betekenis wordt vooral bepaald in de theologie. De tweede betekenis valt binnen de zoektocht naar de historische Jezus, door historici die gebruik maken van de historisch-kritische methode.

## Historische achtergrond
Het is historisch niet helemaal duidelijk waarom Jezus vertrok van het platteland van Galilea, waar hij enkele jaren had gepredikt, en naar Jeruzalem ging. Hoewel in verschillende evangeliën Jezus zijn eigen dood voorspelde en dat hij naar Jeruzalem moest gaan om te sterven (bijvoorbeeld in Marcus 8:38, 9:38 en 10:33–34), menen historici dat latere christenen deze voorspellingen kunnen hebben verzonnen om zo hun geloofsopvattingen te laten kloppen. Een tweede motief zou kunnen zijn dat hij simpelweg een pelgrim was die wilde deelnemen aan het Pesachfeest in Jeruzalem. Echter, Jezus lijkt een vooropgezet plan te hebben gehad zodra hij de tempel binnentrad, deze 'reinigde' en vervolgens dit symbolische centrum van het jodendom gebruikte om zijn apocalyptische boodschap te prediken aan iedereen die het maar wilde horen.:6:43

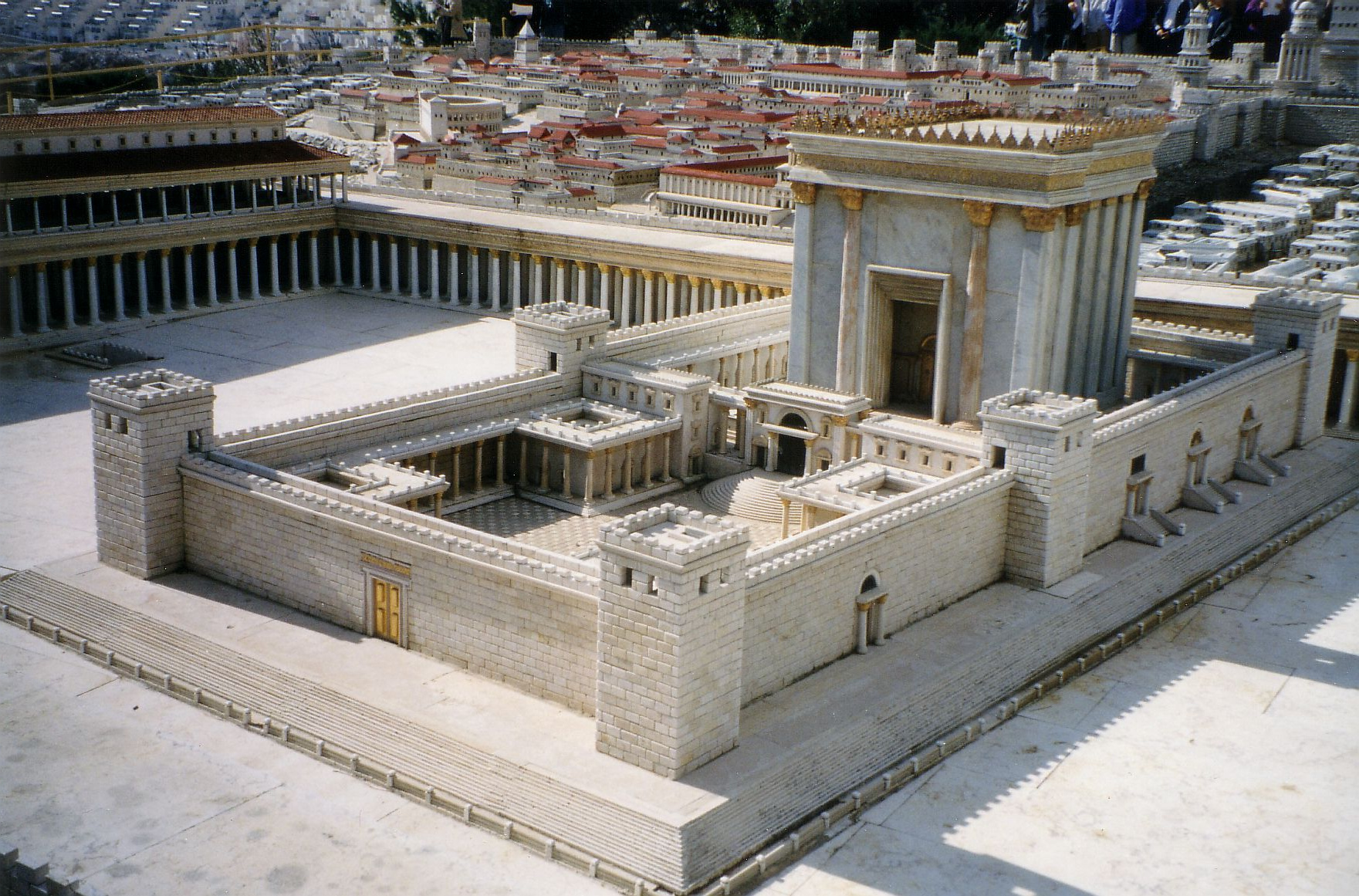
Schaalmodel van de Joodse tempel in Jeruzalem in de tijd van Jezus.

Pesach was het belangrijkste jaarlijkse joodse feest waarmee herdacht werd dat Mozes de Israëlieten zou hebben bevrijd van de slavernij en geleid tijdens hun uittocht uit Egypte. Een centraal onderdeel van het ritueel was het offeren van een lam aan God om hem te bedanken en eren. Als religieus centrum van het jodendom vonden de belangrijkste festiviteiten plaats in de tempel van Jeruzalem en veel Joden van over de hele wereld brachten daarom tijdens Pesach een bezoek aan de tempel van Jeruzalem om daar een lam te offeren. Omdat veel Joden verspreid over het Romeinse Rijk of daarbuiten woonden, konden ze vaak uit praktische overwegingen geen lam meenemen en kochten daarom liever ter plekke een lam. Daar kwam bij dat ze vaak niet konden betalen in de lokale munteenheid en dus hun geld moesten wisselen om lammeren van te kopen op de Jeruzalemse markt. Ondertussen verplaatsten andere mensen tal van voorwerpen om zich praktisch klaar te maken voor het feest. Het lijkt erop dat al deze bedrijvigheid ter voorbereiding in de tempel zelf plaatsvond, hetgeen een zeer groot gebouw was met hoge muren en een reusachtige binnenplaats.:16:47
Ten tijde van de Romeinse overheersing van Judea is het meerdere keren voorgekomen dat er tijdens het Pesachfeest werd geprobeerd om een opstand te ontketenen voor een onafhankelijke Joodse staat. Veel Joden geloofden namelijk dat God hen dit land ('Israël' of 'Juda' genoemd) had beloofd en vonden het godslasterlijk dat een vreemde mogendheid hen overheerste en belasting liet betalen. Pesach was een goede gelegenheid om in opstand te komen, omdat Pesach de bevrijding van de Israëlieten van de vroegere Egyptische onderdrukking symboliseerde en makkelijk kon worden gebruikt om op te roepen tot verzet tegen de hedendaagse Romeinse 'onderdrukking' en praktisch omdat er dan heel veel Joden bijeengebracht waren op een plaats, hun heilige stad Jeruzalem, om een volksleger te vormen. De Romeinse autoriteiten waren zich bewust van dit gevaar. Normaal gesproken waren er geen soldaten in Jeruzalem, alleen aan het front met Syria en een cohort bij de residentie van de gouverneur van Judea in Caesarea aan de Middellandse Zee. Maar ze besloten dat elk jaar tijdens Pesach de gouverneur met een flink garnizoen zich in Jeruzalem zou legeren, teneinde gedurende de festiviteiten de orde te bewaren en een eventuele revolte in de kiem te smoren. Het was al vaker voorgekomen dat verscheidene profeten op het Pesachfeest rebellie tegen de Romeinen predikten en daarmee enig gevolg kregen, derhalve voerden de Romeinen een zeer repressief beleid en behandelden iedere directe aantasting van hun gezag met de doodstraf.:6:02

## Synthese

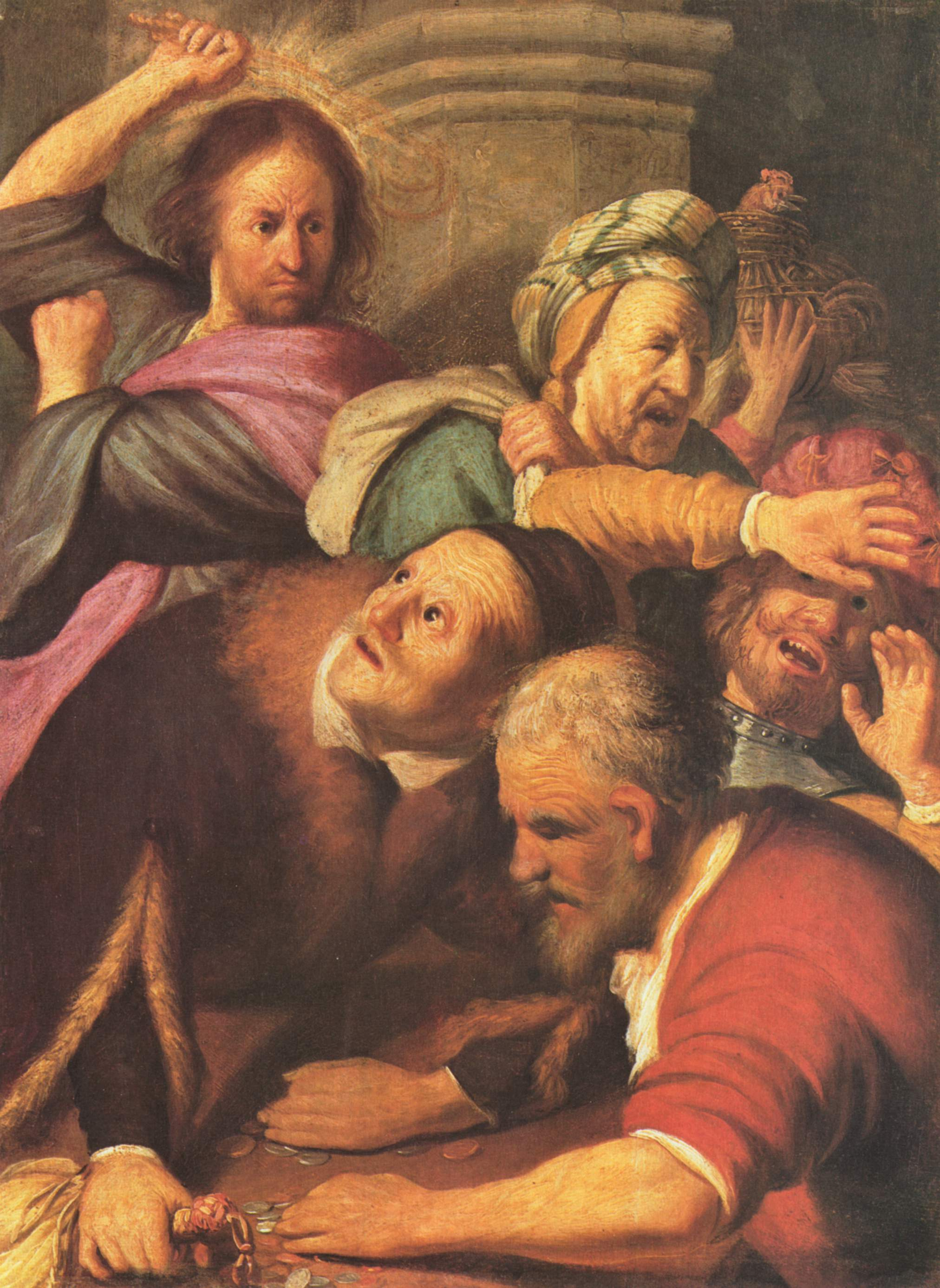
Jezus (linksboven) haalt met een zweep uit naar geldwisselaars. Rembrandt (1626).

Het verhaal wordt in de vier canonieke evangeliën (Matteüs, Marcus, Lucas en Johannes) op verschillende wijze verteld.
Net voor Pesach ging Jezus met zijn discipelen naar de Joodse tempel in Jeruzalem. Volgens Marcus observeerde hij eerst een tijd wat er in de tempel gebeurde en kwam pas de volgende dag terug. Johannes beschrijft ook een observatie. Lucas geeft de minste details, volgens hem waren er slechts 'handelaars' in de tempel. De andere drie melden dat er duivenverkopers en geldwisselaars met tafels waren. Alleen Johannes meldt dat er ook in runderen en schapen werd gehandeld.
Alleen Johannes meldt dat Jezus een zweep maakte van een paar stukken touw om daarmee mensen en dieren te verjagen. Omdat de evangeliën verschillen over welke mensen en dieren er in de tempel waren, verschillen ze over wie Jezus uit de tempel dreef. Volgens Matteüs, Marcus en Johannes gooide hij ook de tafels van de geldwisselaars omver. Johannes voegt toe dat Jezus hun geld op de grond gooide nog voordat hij de tafels omver wierp. Lucas meldt niks over geldwisselaars, tafels en geld. Marcus voegt toe dat Jezus verhinderde dat ook maar iemand in de tempel dingen droeg.
Daarna gaf Jezus een verklaring voor zijn daden, die hij – afhankelijk van welk verslag men leest – zei, riep of 'toevoegde' aan alle kopers, verkopers, geldwisselaars en duivenverkopers (volgens Matteüs en Marcus), aan de handelaars (volgens Lucas) of alleen tegen de duivenverkopers (volgens Johannes). De verklaring is in elk evangelie anders, maar de synoptici hebben grote overeenstemming: Jezus zei (of vroeg retorisch, volgens Marcus) dat er geschreven staat: 'Mijn huis moet (voor alle volken) een huis van gebed zijn', maar jullie maken er een rovershol van / hebben er een rovershol van gemaakt!' Johannes wijkt daarvan af; Jezus verwees bij hem niet naar de geschriften, sprak alleen de duivenverkopers toe en riep: 'Weg ermee! Jullie maken een markt van het huis van mijn Vader!' Hij gebood hen te vertrekken, beweerde niet dat het zijn huis was, maar dat van zijn Vader, vermeldde niet dat het een gebedshuis diende te zijn en kwalificeerde het als 'markt' in plaats van 'rovershol'. Alleen in Matteüs kwamen er vervolgens blinden en verlamden in de tempel naar Jezus toe, die hij genas. Alleen in Lucas wordt vermeld dat Jezus vanaf dat moment dagelijks onderricht gaf in de tempel.
Na deze verklaring volgden er reacties van omstanders. Deze worden zeer verschillend beschreven in alle evangeliën, met name de personages. Marcus en Lucas komen het meest overeen: de reagerende personages zijn 'de hogepriesters en schriftgeleerden', waar Lucas nog 'de leiders van het volk' aan toevoegt. Zij wilden (volgens Marcus nadat zij gehoord hadden van Jezus' daden in de tempel; Lucas geeft geen causaal verband) Jezus 'uit de weg ruimen', maar wisten niet hoe, omdat 'het hele volk in de ban was van zijn onderricht' (Marcus) en 'aan zijn lippen hing' (Lucas), hetgeen hen bang voor Jezus maakte (Marcus). Ze deden verder niets; Marcus meldt dat Jezus en zijn discipelen 's avonds de stad verlieten.
Matteüs en Johannes vertellen niets over een samenzwering om Jezus uit de weg te ruimen. Wel gaan de personages (bij Matteüs 'hogepriesters en schriftgeleerden', hetzelfde als Marcus en vergelijkbaar met Lucas; bij Johannes 'de Joden', een onbegrijpelijke generalisering) met Jezus in gesprek, wat niet voorkomt in de andere twee evangeliën. Bovendien verschillen gesprekken volkomen.
- Bij Matteüs waren er kinderen in de tempel die 'Hosanna voor de Zoon van David!' riepen. Dit feit en de daden van Jezus zelf verontwaardigde de hogepriesters en schriftgeleerden, die aan Jezus vroegen: 'Hoort u wat ze zeggen?' Jezus antwoordde: 'Jazeker! Hebt u dan nooit gelezen: "Door de mond van kinderen en zuigelingen hebt u zich een loflied laten zingen"?' Matteüs beweert dat hiermee een bepaalde profetie in vervulling is gegaan die de andere drie verslagen niet noemen. Het gesprek gaat niet verder dan één vraag en één antwoord. Daarna verlaat Jezus de stad om in Betanië te overnachten (vergelijkbaar met Marcus).
- In het Evangelie volgens Johannes is er sprake van twee vragen aan Jezus en één antwoord van Jezus. Hoewel de discipelen zich herinnerden 'dat er geschreven stond "De hartstocht voor uw huis zal mij verteren."' (een bewering dat een profetie in vervulling was gegaan), reageerden "de  Joden" (welke precies is niet bekend) sceptisch tegenover Jezus' verjaging van de handelaars en geldwisselaars met de vraag: 'Met welk teken kunt u bewijzen dat u dit mag doen?" Jezus antwoordde: 'Breek deze tempel maar af, en ik zal hem in drie dagen weer opbouwen.' Daarop zeiden 'de Joden': '46 jaar heeft de bouw van deze tempel geduurd en u wilt hem in drie dagen weer opbouwen?' Dan informeert de verteller van het verhaal de lezer dat Jezus niet de tempel van Jeruzalem bedoelde, maar 'de tempel van zijn lichaam'. Vervolgens is er een flashforward: 'Na zijn opstanding uit de dood herinnerden zijn discipelen zich dat hij dit gezegd had, en zij geloofden de Schrift en alles wat Jezus gezegd had.'

## Vergelijking
De tempelreiniging wordt verhaald in de verzen Matteüs 21:12–17, Marcus 11:15–18, Lucas 19:45–48 en Johannes 2:13–22. Onderstaande vergelijking is gemaakt op basis van de Nieuwe Bijbelvertaling (2004).
|            | Matteüs | Marcus | Lucas | Johannes |
| ---------- | --- | --- | --- | --- |
| Intrede    | Matteüs 21:10–12 - Jezus en zijn discipelen kwamen in Jeruzalem. - Jezus ging de tempel binnen. | Marcus 11:11,15 - Jezus en zijn discipelen kwamen in Jeruzalem. - Jezus ging de tempel binnen en observeerde alles. - Jezus keerde met de twaalf [discipelen] terug naar Betanië 'want het was al laat geworden'. - De volgende dag keerden ze terug in Jeruzalem en Jezus ging opnieuw de tempel binnen. | Lucas 19:[28–41],45 - Jezus ging met zijn discipelen naar Jeruzalem. - Jezus ging de tempel binnen. | Johannes 2:13–14 - Jezus reisde kort voor Pesach met zijn discipelen naar Jeruzalem. - Op het tempelplein zag hij runder-, schaap- en duifhandelaars en geldwisselaars. |
| Verjaging  | Matteüs 21:12 - Jezus joeg alle kopers en verkopers weg, gooide tafels van geldwisselaars en stoelen van duivenverkopers omver. | Marcus 11:15–16 - Jezus joeg alle kopers en verkopers weg, gooide tafels van geldwisselaars en stoelen van duivenverkopers omver. - Hij verhinderde iedereen dingen te dragen. | Lucas 19:45 - Jezus begon handelaars weg te jagen. | Johannes 2:15–16 - Jezus maakte een zweep van touw. - Jezus joeg iedereen de tempel uit met hun schapen en runderen. - Jezus smeet het geld van de wisselaars op de grond en gooide hun tafels omver. |
| Verklaring | Matteüs 21:13–14 - Jezus riep hen toe: 'Er staat geschreven: "Mijn huis moet een huis van gebed zijn," maar jullie maken er een rovershol van!' - Blinden en verlamden kwamen naar Jezus toe, hij genas hen. | Marcus 11:17 - Jezus zei tegen omstanders: 'Staat er niet geschreven: "Mijn huis moet voor alle volken een huis van gebed zijn"? Maar jullie hebben er een rovershol van gemaakt!" | Lucas 19:46–47 - Jezus voegde hen toe: 'Er staat geschreven: "Mijn huis moet een huis van gebed zijn," maar jullie hebben er een rovershol van gemaakt!' - Jezus gaf dagelijks onderricht in de tempel. | Johannes 2:16 - Jezus riep tegen de duivenverkopers: 'Weg ermee! Jullie maken een markt van het huis van mijn Vader!' |
| Reactie    | Matteüs 21:15–17 - De hogepriesters en schriftgeleerden zagen verontwaardigd Jezus' wonderen en 'Hosanna voor de Zoon van David!' roepende kinderen. - Zij vroegen Jezus: 'Hoort u wat ze zeggen?' - Jezus antwoordde: 'Jazeker! Hebt u dan nooit gelezen: "Door de mond van kinderen en zuigelingen hebt u zich een loflied laten zingen"?' - Jezus verliet de stad en overnachtte in Betanië. | Marcus 11:18–19 - De hogepriesters en schriftgeleerden hoorden ervan en beraamden plannen tegen Jezus. - Ze waren bang, want 'het hele volk was in de ban' van Jezus' onderricht. - Jezus en zijn discipelen verlieten 's avonds de stad.                                                                 | Lucas 19:59–62 - De hogepriesters, schriftgeleerden en volksleiders beraamden plannen tegen Jezus. - Ze wisten niet hoe, want 'het hele volk hing aan zijn lippen'.                                     | Johannes 2:17–22 - De discipelen dachten aan de Schrift: 'De hartstocht voor uw huis zal mij verteren.' - De Joden vroegen: 'Met welk teken kunt u bewijzen dat u dit mag doen?' - Jezus antwoordde: 'Breek deze tempel maar af, en ik zal hem in drie dagen weer opbouwen.' - De Joden zeiden: '46 jaar heeft de bouw van deze tempel geduurd en u wilt hem in drie dagen weer opbouwen?' - Verteller: 'Maar hij sprak over de tempel van zijn lichaam. Na zijn opstanding uit de dood herinnerden zijn discipelen zich dat hij dit gezegd had, en zij geloofden de Schrift en alles wat Jezus gezegd had.' |

## Interpretatie
Het is historisch niet helemaal duidelijk waarom Jezus de activiteiten in de tempel zodanig afkeurde dat hij met geweld de handelaars, de geldwisselaars en volgens Johannes zelfs het vee uit de tempel verdreef en de tafels van de geldwisselaars omver wierp. In de drie synoptische evangeliën vroegen de hogepriesters, schriftgeleerden en volksoudsten Jezus op grond van welke bevoegdheid hij eerder mensen uit de tempel had verjaagd (vergelijkbaar met Johannes 2:18), waarop Jezus hen een wedervraag stelde die zij niet konden beantwoorden ("Was Johannes de Doper gezonden in opdracht van de hemel of de mensen?"), waarop Jezus hen eveneens weigerde te antwoorden. Volgens theoloog Edward Schillebeeckx toonde Jezus hiermee aan dat hij en Johannes de Doper een 'profetische volmacht' hadden gekregen om te handelen en dat hij niet zozeer tegen de tempel was als wel tegen hoe de tempel gebruikt werd.
Er zijn geen heldere aanwijzingen dat het daadwerkelijk een "rovershol" was; al deze mensen leken zich vanuit vroomheid voor te bereiden op een religieus feest. Indirect zijn er wel suggesties mogelijk dat Jezus vond dat de tempel 'corrupt' was geworden. Mogelijk vond Jezus dat deze Pesachvoorbereidingen buiten de tempel dienden plaats te vinden, omdat de tempel zelf bedoeld was als een "huis van gebed". Wat ook mogelijk is, is dat Jezus een symbolische daad verrichtte die diende als waarschuwing voor de toekomstige verwoesting van de tempel (een these van nieuwtestamenticus E.P. Sanders in zijn boek Jesus and Judaism (1985)). Dan zou Jezus hebben gewild dat de huidige corrupte tempel werd verwoest en vervangen door een nieuwe zuivere en heilige tempel, of hij kan hebben gedacht dat er in het Koninkrijk van God überhaupt geen tempel nodig zou zijn omdat alle mensen vrij van zonden zouden zijn en geen offers aan God meer hoefden te brengen om voor hun zonden te worden vergeven.:21:12
Hoe dan ook vinden de meeste historici het dubieus dat Jezus in zijn eentje alle bedrijvigheid in de tempel zou hebben lamgelegd en iedereen eruit gedreven. Hoewel er theologisch kan worden geopperd dat het een wonder was, beweren de teksten niet dat Jezus bovenmenselijke krachten gebruikte en is het historisch onmogelijk te bewijzen dat er een wonder zou hebben plaatsgevonden. Waarschijnlijker achten historici het dat de verslagen zijn daden hebben overdreven en Jezus slechts een klein opstootje veroorzaakte. Dat verklaart ook beter waarom de Romeinse autoriteiten niet meteen ingrepen door Jezus te arresteren wegens het verstoren van de openbare orde.:19:04
In de documentaire Christspiracy (2024) wordt een nieuwe verklaring voor de Tempelreiniging gegeven. De tempel zou gebruikt worden als een de facto slachthuis, omdat in die tijd alleen dieren mochten worden geslacht als ze geofferd werden. Deze 'offerhandel' zou grootschalige proporties hebben aangenomen, waar Jesus op tegen was. Tijdens de tempelreiniging verjoeg hij daarom de handelaren én hun offervee ("schapen en runderen") uit de tempel. In de film wordt een vergelijking gemaakt met het hedendaagse Gadhimai festival in Nepal, waar ook op grote schaal ritueel wordt geslacht. 